# Équipe de Tunisie de football en 2001
L'équipe de Tunisie de football connaît une année 2001 de grande instabilité en changeant deux fois d'entraîneur.
Cela commence par une défaite inattendue contre l'équipe du Maroc en qualifications à la coupe d'Afrique des nations 2002, qui suscite de vives critiques à l'égard de Francesco Scoglio de plus en plus contesté. Malgré deux victoires obtenues contre l'équipe du Congo et celle de la RD Congo (6-0 pour la seconde) en éliminatoires de la coupe du monde 2002, il se voit démis de sa fonction.
On fait appel à l'Allemand Eckhard Krautzun, qui dirige l'équipe pendant près de cinq mois soldés par une double qualification en phases finales de la coupe du monde et de la coupe d'Afrique des nations. En décembre, il quitte son poste qui échoit au Français Henri Michel.

## Matchs

### Rencontres internationales
| Date             | Stade                                      | Adversaire    | Score | Comp | Buteurs tunisiens                                                           |
| 13 janvier 2001  | Stade olympique d'El Menzah, Tunisie       | Maroc         | 0-1   | QCAN |                                                                             |
| 28 janvier 2001  | Pointe-Noire, Congo                        | Congo         | 2-1   | QCDM | Zitouni 39e, Z. Jaziri 59e                                                  |
| 25 février 2001  | Stade olympique d'El Menzah, Tunisie       | RD Congo      | 6-0   | QCDM | Zitouni 8e 90e, Z. Jaziri 26e 63e, M. Kanzari 30e, Baya 85e                 |
| 24 mars 2001     | Rabat, Maroc                               | Maroc         | 0-2   | QCAN |                                                                             |
| 5 mai 2001       | Antananarivo, Madagascar                   | Madagascar    | 2-0   | QCDM | Zitouni 84e, I. Mhadhbi 90e                                                 |
| 20 mai 2001      | Stade olympique d'El Menzah, Tunisie       | Côte d'Ivoire | 1-1   | QCDM | Z. Jaziri 49e                                                               |
| 2 juin 2001      | Libreville, Gabon                          | Gabon         | 1-1   | QCAN | R. Jelassi 67e                                                              |
| 17 juin 2001     | Stade olympique d'El Menzah, Tunisie       | Kenya         | 4-1   | QCAN | Zitouni 34e, Z. Jaziri 42e 44e, Opiyo 62e (csc)                             |
| 1er juillet 2001 | Stade olympique d'El Menzah, Tunisie       | Congo         | 6-0   | QCDM | Badra 28e, Zitouni 38e, Gabsi 44e, I. Mhadhbi 58e, Baya 61e, R. Jelassi 90e |
| 15 juillet 2001  | Kinshasa, République démocratique du Congo | RD Congo      | 3-0   | QCDM | Badra 14e, Baya 50e 54e                                                     |
| 4 décembre 2001  | Stade olympique d'El Menzah, Tunisie       | Togo          | 1-0   | A    | M. Melki                                                                    |
| 30 décembre 2001 | Stade olympique d'El Menzah, Tunisie       | Liberia       | 7-2   | A    | Jamel Ezzabi 10e 67e 89e, M. Kanzari 36e, Bassem Daâssi 77e, Bouazizi 90e   |

### Matchs de préparation
| Date             | Stade                            | Adversaire                        | Score | Comp | Buteurs tunisiens                                     |
| 19 février 2001  | Volendam, Pays-Bas               | FC Volendam ( Pays-Bas)           | 5-0   | A    | Ghodhbane, I. Mhadhbi, Zitouni (2 buts), S. Laaroussi |
| 21 février 2001  | Volendam, Pays-Bas               | FC Volendam ( Pays-Bas)           | 3-1   | A    | Zitouni (2 buts), T. Hammami                          |
| 21 mars 2001     | Monte-Carlo, Monaco              | AS Monaco ( Monaco)               | 0-0   | A    |                                                       |
| 1er mai 2001     | Saint-Denis (La Réunion), France | Saint-Denis FC ( France)          | 3-0   | A    | Z. Jaziri (2), Zitouni                                |
| 25 décembre 2001 | Séville, Espagne                 | Sélection d'Andalousie ( Espagne) | 3-3   | A    | Boukadida, Badra, Gabsi                               |

## Source
- Mohamed Kilani, « Équipe de Tunisie : les rencontres internationales », Guide-Foot 2010-2011, éd. Imprimerie des Champs-Élysées, Tunis, 2010